# Акустика. Live
«Акустика. Live» — акустичний альбом гурту «The Hardkiss». Альбом налічує живі версії пісень 2012—2019 років. Був випущений 30 червня 2020 року.

## Про альбом
В кінці 2019 року розпочався тур «Акустика».
24 грудня Юлія Саніна випускає акустичні версії пісень "Helpless i «Щедрик», які входять у тур, а також до альбому.
Після цього, були випущені акустичні версії пісень «Коханці», «00:00», «Мелодія», «Tony, Talk!» та інші.
Заключною піснею в альбомі стала пісня «Журавлі».

## Список пісень
Автор слів — Юлія Саніна, автор музики — Юлія Саніна та Валерій Бебко. 
| #   | Назва             | Тривалість |
| --- | ----------------- | ---------- |
| 1.  | «Мелодія»         | 5:18       |
| 2.  | «00:00»           | 4:08       |
| 3.  | «Антарктида»      | 4:22       |
| 4.  | «Андромеда»       | 1:43       |
| 5.  | «Жива»            | 4:22       |
| 6.  | «Кораблі»         | 4:03       |
| 7.  | «Маke-Up»         | 3:54       |
| 8.  | «Tony, Talk!»     | 5:20       |
| 9.  | «Part of me»      | 4:54       |
| 10. | «October»         | 5:13       |
| 11. | «Прірва»          | 3:05       |
| 12. | «Де ти є»         | 4:08       |
| 13. | «Хто як не ти»    | 3:34       |
| 14. | «Коханці»         | 4:59       |
| 15. | «Helpless/Щедрик» | 5:18       |
| 16. | «Stones»          | 4:41       |
| 17. | «Серце»           | 3:19       |
| 18. | «Журавлі»         | 4:10       |